# パニペネム
パニペネム（英：Panipenem、INN）は、ベタミプロンと併用されるカルバペネム系抗生物質である 。米国では使用されていない。

## 関連記事
- パニペネム・ベタミプロン